# Ancyla oraniensis
Ancyla oraniensis är en biart som beskrevs av Amédée Louis Michel Lepeletier 1841. Ancyla oraniensis ingår i släktet Ancyla och familjen långtungebin. Inga underarter finns listade i Catalogue of Life.